# 荒尾市立清里小学校
荒尾市立清里小学校（あらおしりつ きよざとしょうがっこう）は、熊本県荒尾市牛水にある公立小学校。

## 沿革
- 1955年 - 玉名郡清里村の分村により、清里村立清里小学校を荒尾市長洲町小中学校組合立清里小学校に改める。
- 1956年 - 組合立解消に伴い、荒尾市立清里小学校に改める。